# Leontopodium jacotianum
Espèce
Classification phylogénétique
Leontopodium jacotianum est une espèce de plante à fleurs du genre Leontopodium et de la famille des Asteraceae.